# Chaetogaster setosus
Chaetogaster setosus är en ringmaskart som beskrevs av Svetlov 1925. Chaetogaster setosus ingår i släktet Chaetogaster och familjen glattmaskar. Inga underarter finns listade i Catalogue of Life.